# 中山果奈
中山 果奈（なかやま かな、1991年 - ）は、NHKのアナウンサー。

## 略歴
広島県広島市出身。幼少期に母親が他界して祖父母の家で伯母に育てられる。ノートルダム清心中学校・高等学校、東京大学を卒業後、2014年に入局する。アナウンサーを志したのは、大学のときにNHKで『NHK手話ニュース』（NHK Eテレ）のアルバイトをしたのがきっかけ。

### 入局後
初任地の松江放送局に2016年3月まで勤務。2015年8月6日の広島平和記念式典では広島に就き、中継を担当。自身の希望により、2016年4月から広島放送局に勤務（2019年3月まで）。当地にも甚大な被害をもたらした2018年の西日本豪雨では、広島放送局で、当日夜にニュースを担当したが、翌朝、被害が自分の想像をはるかに上回っていることを知り、自身の無力さを感じた。これをきっかけに過去の災害や放送の研究を本格的に行い、災害報道で力を発揮できるアナウンサーになりたいと考えるようになった。また広島原爆を扱った2016年度文化庁芸術祭のラジオ部門で大賞を受賞したNHK広島のラジオ番組「広島原爆の日ラジオ特集 あの日、母は少女だった ～被爆の記憶をたどる母と息子の対話～」（2016年8月6日放送）では、樹木希林に朗読をお願いする手紙を書くなど、制作に中心的に関わる。
2019年4月からNHK東京アナウンス室に勤務して『首都圏ネットワーク』のキャスターを務める。
- 2020年は『NHKニュースおはよう日本』に隔週でキャスターを務めた[11][12]。
- 2021年（令和3年度）から土日祝の正午のニュースのキャスターを務める。
  - 2023年（令和5年度）は日祝担当。
  - 2024年（令和6年度）からは平日 月 - 木担当。
- 2021年7月3日に発生した熱海市伊豆山土石流災害のニュースで、現地と通話中に住民へ避難を呼びかけて話題となった[13]。
- 安倍晋三銃撃事件が発生した2022年7月8日は17時台のニュースを担当。17時49分に安倍死去の一報を速報で伝えた[14]。
- 2024年1月1日に発生した能登半島地震の際には、大津波警報発令時に「今すぐ高台や高いビルへ逃げて！」と緊迫感のある強い（激しい）口調で避難を呼びかけた[15]。
- 2024年3月3日の正午のニュースで、村山富市元首相が100歳になった誕生日の長寿祝い報道を担当した[16]。

## 人物
- 果物、魚介類[17][18]、ラーメン、広島お好み焼き（月1回くらい、ソースを摂取したくなる）を好む[2][19]。
- 松江放送局在勤中には湯町釜や出西窯など島根県地元の窯元を巡り、焼きものの製作や収集に熱中した[20]。
- NHKに採用されなかったら、金融関係の会社に入るつもりだった[6]。

## 出演
☆印は現在出演（担当）中。
松江放送局時代（2014年度 - 2015年度）
- おはよう島根 キャスター（月曜日 - 火曜日：2014年7月 - 2016年3月）
- 行ってみたい!「“どんちっち”は地元の誇り!」[17]
- ニュースウオッチ9（鈴木奈穂子の代理キャスターを田中泉が務めたため、代理リポーター：2015年9月7日 - 11日）

広島放送局時代（2016年度 - 2018年度）
- おはようひろしま（キャスター：2016年度 - 2017年度）
- 一本の道（BSプレミアム）
  - “命の水”の聖地を歩く〜イギリス・スコットランド〜（2016年12月28日）
  - ナポレオン街道 鷲（）の飛行328km〜フランス〜（2017年12月12日）
- 広島原爆の日ラジオ特集 あの日、母は少女だった ～被爆の記憶をたどる母と息子の対話～（2016年8月6日放送）[3]
- ニュースウオッチ9（桑子真帆の代理キャスターを保里小百合が務めたため、代理リポーター：2017年9月4日 - 15日）
- 平成30年 広島平和記念式典（実況：2018年8月6日）
- 首都圏ネットワーク（合原明子の代理キャスター：2018年8月20日 - 24日）
- ラウンドちゅうごく（キャスター）
- ろんぶ〜ん（司会：Eテレ、2018年10月4日 - 2019年3月21日）
- NHKニュースおはよう日本（林田理沙の代理キャスター：2018年9月24日 - 28日）

東京アナウンス室時代（2019年度 - ）
- 首都圏ネットワーク（キャスター：2019年度）
- オシばん（キャスター：2019年度）
- 首都圏ニュース845（代理キャスター：2019年7月4日、2021年2月1日、3日、8月10日、11日、11月15日）
- さわやか自然百景（ナレーション：『静岡 愛鷹山』2019年5月18日、『東京 小金井公園』2021年4月11日）
- アイデア対決・全国高等専門学校ロボットコンテスト2019「関東甲信越地区大会」（ナレーション：2019年11月17日）
- NHKニュースおはよう日本（5時台キャスター、2020年度、隔週）
  - ラジオニュース（10:00、11:00、隔週）
  - 桑子真帆の代理キャスター：2020年4月20日 - 24日、5月18日 - 22日、7月9日、10日、8月31日 - 9月4日、2021年2月15日 - 19日
  - 石橋亜紗の代理キャスター：2021年3月6日、7日
- ダーウィンが来た!（ナレーション：2020年度 - 2023年度）[21][22]
- 未来スイッチ（ナレーション：2020年度 - ）
- チコちゃんに叱られる!（不定期：主にNHコ教養講座）
- NHKスペシャル
  - 新型コロナウイルス 危機は繰り返されるのか 〜パンデミックの行方〜（語り：2020年6月27日）
  - パンデミック 激動の世界（1）および（2）「ウイルス襲来 瀬戸際の132日」（語り：2020年8月29日、30日）
  - パンデミック 激動の世界（3）岐路に立つグローバル資本主義」（語り：2020年9月27日）
  - 「語れなかったあの日 自治体職員たちの3.11」（語り：2024年3月10日）
- NHKニュース7
  - 伊藤海彦の代理キャスター：2020年8月8日、9日、22日、9月5日、6日、19日、20日、27日
  - 井上裕貴の代理キャスター：2020年10月26日 - 28日
  - 上原光紀の代理キャスター：2021年2月1日 - 3日、8月2日 - 6日、11月15日
  - 栗原望の代理キャスター：2021年5月6日
- ニュース地球まるわかり（リポーター：2021年度 - 2022年3月20日）
- 正午のニュース（キャスター[23]：2021年4月3日 - 2025年3月27日）
  - 関東甲信ローカルニュース（土日祝：12:10 - 12:15）も兼務（2021年4月3日 - 2024年3月31日）
  - 土日祝定時ニュース（2021年4月3日 - 2024年3月31日：午後1時、午後3時、午後6時）及び緊急報道対応（午前11時 - 午後7時）も兼務
  - 平日 月 - 木定時ニュース（2024年4月1日 - 2025年3月27日：午前11時、午後1時、午後6時）及び緊急報道対応（午前11時 - 午後7時）も兼務
    - 佐藤誠太の代理キャスター（2021年3月20日）
    - 三條雅幸の代理キャスター（2022年2月15日、16日、18日）
    - 糸井羊司の代理キャスター（2022年5月6日、7月25日 - 29日、2023年7月17日、8月7日、8月10日、8月14日 - 15日、11月7日）
    - 池田伸子（平日 金・土）の代理キャスター（2023年7月21日 - 22日、2024年1月5日 - 6日、2月24日）
- 国会中継（随時）
  - 第211回国会 - 第213回国会（2023年4月 - 2024年3月）
- 新春生放送!東西笑いの殿堂2022（進行：2022年1月3日）
- ハートネットTV（2022年4月 - ）☆
- 英雄たちの選択（杉浦友紀アナウンサーの司会を代行出演：2022年4月20日、27日）
- #ろうなん ～ろうを生きる 難聴を生きる～（キャスター）[24]☆
  - 4月号（2022年4月20日）
  - 6月号（2022年6月22日）
  - 7月号（2022年7月27日）
- ニュース きん5時（糸井羊司の代理ニュースリーダー：2022年5月6日、7月29日）
- 参議院議員通常選挙開票速報（サブキャスター）（2022年7月10日 - 11日）
- ニュースLIVE!ゆう5時 番組内のニュースキャスター（17:30前後）（2022年7月25日 - 2022年7月28日）
- 令和6年能登半島地震の緊急報道対応による金沢放送局応援派遣
  - おはよう石川（2024年3月5日 - 6日）
  - 能登半島地震 ライフライン情報（2024年3月6日）
  - 石川県のニュース（2024年3月5日 - 6日[注釈 1]）
- 午後LIVE ニュースーン（月 - 木曜ニュースリーダー：2024年4月1日 - 2025年3月7日）
- パリオリンピックの開会式（2024年7月27日)
- NHKニュースおはよう日本 （メインキャスター[25]：2025年3月31日 - ）☆
- NHKニュースおはよう日本 関東甲信越（メインキャスター[25]：2025年3月31日 - ）☆
- MUSIC GIFT 2025 ～あなたに贈ろう 希望の歌～（司会：2025年8月9日）